# Кошмар на вулиці В'язів (франшиза)
Жах на вулиці В'язів (англ. A Nightmare On Elm Street) — культовий багатосерійний фільм жахів 1980-х років, складається з 9 фільмів, включаючи рімейк оригінальної картини, а також телесеріал, серію художніх романів і коміксів. Творцем концепції і першого фільмів є американський режисер і сценарист Уес Крейвен. Головний герой фільмів - Фредді Крюгер — надприродний серійний вбивця у виконанні Роберта Інглунда. Крюгер містичним чином вторгається у сни підлітків, що живуть у вигаданому містечку Спрінгвуд, намагаючись таким чином їх убити. Мотивом маніяка є помста батькам цих дітей, які спалили його багато років тому. Творець першого фільму був також співавтором сценарію третьої частини «Жах на вулиці В'язів 3: Воїни сну», а також режисером сьомої частину «Новий ко», де возз'єднав зірок картини - актрису Хізер Ландженкамп і акторів Роберта Інглунда і Джон Сексон. У загальній складності касові збори усіх фільмів склали близько $455 млн по всьому світу.
Перший фільм вийшов у 1984 році, після чого пішла серія сиквелів, знятих тією ж незалежною компанією «New Line Cinema» - боси студії вважають, що саме успіх першого фільму врятував компанію від банкрутства і допоміг вибитися в провідні кінокомпанії Голлівуду Стрічки отримували суперечливі відгуки, але були комерційно успішними. «Кошмар на вулиці В'язів» є другою за обсягом загальних касових зборів у всьому світі хоррор-франшизою  . htm  Починаючи з 1988 року був створений телесеріал «Кошмари Фредді», в якому Крюгер виконував функції ведучого за винятком пілотного епізоду, в якому глядачі нарешті побачили ту ніч, коли був убитий Крюгер.
Потім вийшло 12 окремих художніх романів - не рахуючи новелізації фільмів - кілька серій коміксів від видавництв «Marvel Comics», «Innovation», «Avatar Press» і «WildStorm», а також фільм-кросовер «Фредді проти Джейсона», де відбулася битва Крюгера з Джейсон Вурхіз з іншою хоррор-франшизою 'П'ятниця 13'.

## Фільми і касові збори
У першому фільмі - «Кошмар на вулиці В'язів» (1984) - молоді люди, що живуть на вулиці В'язів в невеликому містечку Спрінгвуд, раптово починають бачити один і той самий кошмар, в якому людина в брудному червоно-зеленому смугастому светрі зі спотвореним обличчям з гострими лезами на пальцях намагається вбити їх. Закохані Ненсі Томпсон і Глен Ланц стають свідками жорстокого вбивства їх подруги Тіни, причому підозра падає на їх приятеля - Рода, її хлопця, який знаходився в одній кімнаті з нею у момент вбивства. Він ховається з місця злочину, але незабаром його ловлять. Однак юнак стверджує, що не винен, і що в кімнаті був хтось ще
Друга частина «Кошмар на вулиці В'язів 2: Помста Фредді» вийшла на екрани в 1985 році. Батьки Джессі купують будинок № 1428, в якому кілька років тому зійшла з розуму дівчина, коли у неї на очах маніяк по-звірячому вбив її хлопця. У першу ж ніч йому приснився кошмар, і тепер Джессі може забути про міцний сон, тому що Фредді повернувся. Скориставшись безпорадністю підлітка, Крюгер починає творити свою чорну справу, вбиваючи вчителів і однокласників Джессі. Щоб відволікти юнака від поганих думок, його подруга Ліза влаштовує розкішну вечірку. Але Джессі відчуває, що з ним щось не так, і незабаром Фредді опиняється на волі. Тепер Ліза розуміє, що вона - єдина людина, здатна допомогти Джессі 
Події третього фільму «Кошмар на вулиці В'язів 3: Воїни сну» (1987) відбуваються через шість років після першої появи Фредді Крюгера. Він став набагато сильнішим, підживлюючись душами дітей з вулиці В'язів. Тепер він звернув увагу на сімох діточок, що поміщені в психіатричну лікарню. Становище ускладнюється численними «самогубствами», які, зрозуміло, є витівками Фредді. Розв'язати ситуацію і пояснити що відбувається може лише Ненсі Томпсон, яка повернулася в рідне місто як лікар-практикант ...
У четвертій картині «Кошмар на вулиці В'язів 4: Повелитель сну» (1988) Крістін гине від рук Фредді, але встигає передати свою таємницю подрузі. Еліс стає сильним воїном, здатним протистояти Фредді. Друзі дівчини стають наступними жертвами вбивці, і ось вже її брат гине уві сні
У «Кошмар на вулиці В'язів: Дитя сну» Еліс, знайома нам по попередній частині фільму, знову бачить дивні сни. В одному з них вона побачила воскресіння зловісного вбивці з лезами на руці. Після смерті її хлопця, Дена, Еліс дізнається, що в неї буде дитина. Зловісний план Фредді полягає в тому, щоб перетворити дитя в подобу себе, підсилюючи його душами вбитих друзів і подруг Еліс. На неї чекає складна боротьба не тільки за своє життя, але і за життя свого сина
У шостій стрічці «Фредді мертвий: Останній кошмар »(1991) Місія Крюгера майже закінчена. У живих залишився тільки один підліток, на якого у нього особливі надії, адже йому потрібні нові душі. Багато душ. Потрапивши в притулок для бездомних, хлопчик Джон знаходить однодумців в боротьбі з пазуристим монстром, що господарює в чужих снах. Чиста сторінка відкрита. Психіатр Меггі, що працює з хлопцями, виявляється дочкою Фредді. І тепер вона повинна зупинити свого батька, зрозумівши, що ж перетворило його в бездушного монстра 
У «Новому кошмарі Уеса Крейвена» (1994) Фредді Крюгер зійшов прямо зі сторінок кіносценарію в реальне життя. Під час зйомок продовження культових пригод знаменитого маніяка, повелителя сновидінь, починають відбуватися дивні речі. Нещасні випадки слідують один за іншим. Гине майстер зі спецефектів Чейз Портер - чоловік виконавиці головної ролі в першому і третьому фільмах Хізер Ленгенкамп. А потім Фредді викрадає сина Хізер, Ділана. Але ніщо не здатне зупинити люблячу матір - не зволікаючи, Хізер спускається в царство Сну, приймаючи виклик диявола-вбивці
У 2003 році виходить фільм «Фредді проти Джейсона»: Крюгер доведений до відчаю: він більше не може вбивати. Лише використовуючи незграбного серійного вбивцю Джейсона Вурхиса, Фредді вдається винищувати дітей з вулиці В'язів. Але коли Джейсон починає розуміти, що ним просто маніпулюють, плани Фреді ледь не руйнуються. Тепер справа за тінейджерами Уіллом, Лорі і Кіей. Якимось чином їм треба змусити Джейсона раз і назавжди вбити Фредді Крюгера
Фільм 2010 року - «Кошмар на вулиці В'язів» - є рімейком оригінальної картини Уеса Крейвена. Над цим фільмом працював режисер Семюел Байер. Це його перша велика робота. У ролі Фредді знявся Джекі Ерл Хейлі 
Ще під час зйомок першого ремейка, продюсери проговорилися, що вони розраховують зняти як мінімум трилогію, а кілька місяців потому в Інтернеті з'явилася офіційна інформація про те, що з виконавцем ролі Крюгера підписаний контракт на три фільми, Однак на даний момент ніякої інформації навіть про роботу над сценарієм сиквела немає.

## Лічилочка
Один-два
Старий Фреді прийде до тебе
Три-чотири
Замкни двері
П'ять-шість
Візьми в руки розп'яття
Сім-вісім
Не лягай у ліжко
Дев'ять-десять
Ніколи більше не спи

## Пародії
Сімпсони